# Раба (приток Дуная)
Ра́ба, Рааб (венг. Rába; словен. Raba); нем. Raab) — река в Австрии и Венгрии, правый приток Дуная.
Высота истока — 1150 м над уровнем моря.
Длина — 250 км, средний расход воды 18 м³/с, площадь бассейна 1020 км². На реке расположены города Глайсдорф, Фельдбах (Австрия); Сентготхард, Кёрменд и Дьёр (Венгрия).
Крупнейшие притоки: Лафниц, Пинка, Рабца — левые; Марцаль — правый.
Река берёт начало в австрийской федеральной земле Штирия возле посёлка Пассайль (20 км к северу от Граца). Течёт сначала на юго-восток, затем на восток по территории Штирии и Бургенланда. За устьем Лафница входит на территорию Венгрии, где поворачивает на северо-восток и течёт в границах медье Ваш и Дьёр-Мошон-Шопрон. На территории медье Ваш образует северную границу национального парка Эршег. Впадает в черте города Дьёр в боковой рукав Дуная — Мошонский (Малый, Раабский) Дунай.
В долине Рабы близ границы Австрии и Венгрии проживает большое количество словенцев (около 3000 в Австрии и около 5000 в Венгрии).